# Onteniente
Onteniente (oficialmente en valenciano: Ontinyent) es un municipio de la Comunidad Valenciana (España), capital de la comarca del Valle de Albaida, situada en el sur de la provincia de Valencia y en el centro de las Comarcas Centrales. Es de dominio lingüístico valenciano. Cuenta con una población de 36 430 habitantes (INE 2024).

## Geografía

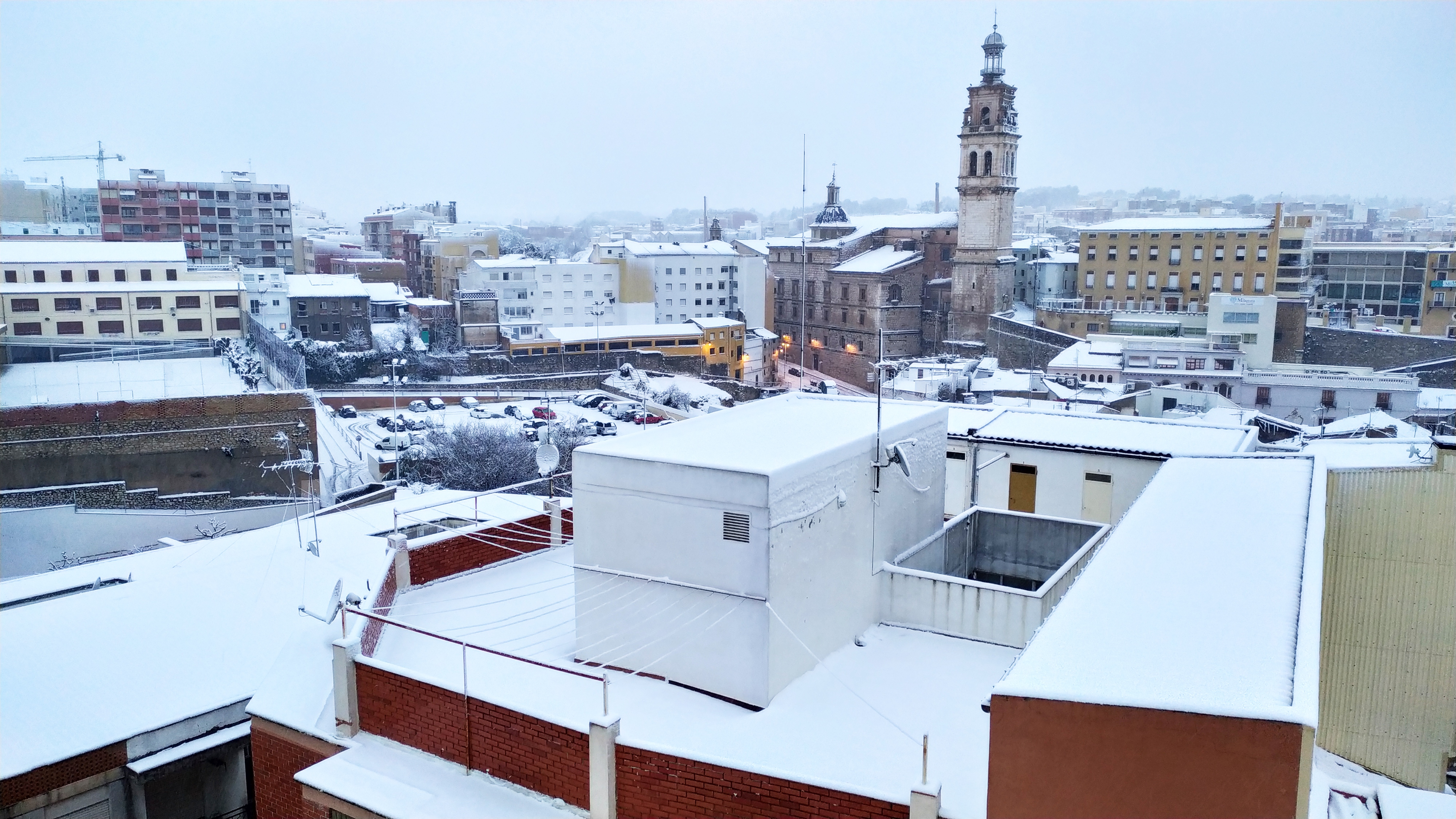
Onteniente nevado

Se sitúa a orillas del río Clariano. El relieve es muy montañoso, constituido en su mayor parte por la Sierra Grossa, que sirve de murallón que cierra la comarca por el oeste.
La ciudad tiene un clima mediterráneo típico, con inviernos templados que pueden recibir algunas heladas esporádicas durante las olas de frío; los veranos son calurosos y pueden superar varias veces los 35 °C debido a las olas de calor. La primavera y el otoño son mayoritariamente cálidos. La nieve es rara, no ocurre todos los años.
|                                                 | Ene  | Feb  | Mar  | Abr  | May  | Jun  | Jul  | Ago  | Sep  | Oct  | Nov  | Dic  | ANUAL |
| ----------------------------------------------- | ---- | ---- | ---- | ---- | ---- | ---- | ---- | ---- | ---- | ---- | ---- | ---- | ----- |
| Temperatura máxima absoluta (°C)                | 27,6 | 28,2 | 32,5 | 32,0 | 36,8 | 41,0 | 45,6 | 44,0 | 40,6 | 35,8 | 33,5 | 28,5 | 45,6  |
| Media de temperaturas máximas diarias (°C)      | 14,2 | 15,3 | 17,9 | 19,8 | 24,0 | 28,0 | 31,8 | 31,4 | 28,4 | 22,4 | 17,6 | 15,0 | 23,1  |
| Temperatura media (°C)                          | 8,9  | 9,8  | 11,8 | 13,5 | 17,2 | 21,0 | 24,5 | 24,6 | 21,7 | 16,7 | 12,5 | 9,8  | 16,5  |
| Media de temperaturas mínimas diarias (°C)      | 3,8  | 4,4  | 5,8  | 7,1  | 10,4 | 14,1 | 17,1 | 17,5 | 15,1 | 11,1 | 7,3  | 4,1  | 10,8  |
| Temperatura mínima absoluta (°C)                | -8,4 | -9,4 | -5,6 | -1,5 | 3,0  | 6,2  | 9,0  | 10,0 | 5,6  | -0,1 | -3,9 | -8,0 | -9,6  |
| Precipitaciones medias (mm)                     | 58,6 | 47,2 | 55,7 | 53,6 | 52,3 | 33,4 | 12,0 | 16,0 | 41,7 | 87,0 | 60,7 | 55,4 | 573,4 |
| Número de días de precipitación                 | 7,8  | 7,1  | 7,8  | 8,6  | 8,6  | 6,5  | 3,4  | 4,4  | 6,1  | 8,5  | 7,6  | 8,3  | 84,7  |
| Número de días de tormenta                      | 0,1  | 0,2  | 0,4  | 1,6  | 2,9  | 2,4  | 1,8  | 2,1  | 2,6  | 1,2  | 0,5  | 0,2  | 16,0  |
| Número de días de granizo                       | 0,02 | 0,1  | 0,1  | 0,2  | 0,6  | 0,2  | 0,1  | 0,2  | 0,1  | 0,1  | 0,0  | 0,02 | 1,7   |
| Número de días de nieve                         | 0,3  | 0,4  | 0,2  | 0,02 | 0,0  | 0,0  | 0,0  | 0,0  | 0,0  | 0,0  | 0,04 | 0,2  | 1,3   |
| Número de días de helada (Tmin<0 °C)            | 4,7  | 3,7  | 2,0  | 0,2  | 0    | 0    | 0    | 0    | 0    | 0,02 | 0,6  | 3,0  | 14,3  |
| Número de días con mínima tropical (Tmin>20 °C) | 0    | 0    | 0    | 0    | 0,04 | 0,5  | 4,0  | 5,8  | 1,3  | 0,02 | 0,04 | 0    | 11,6  |

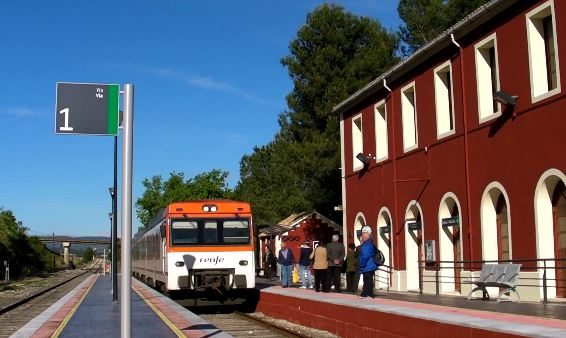
Estación ferroviaria de Onteniente

El término municipal de Onteniente limita con los de Agullent, Ayelo de Malferit, Bocairente, Fontanares, Mogente y Vallada de la provincia de Valencia, y con los de Alfafara y Bañeres de la provincia de Alicante.
|                   | Norte: Mogente, Vallada y Ayelo de Malferit |                |
| Oeste: Fontanares |                                             | Este: Agullent |
|                   | Sur: Bocairente, Bañeres y Alfafara         |                |

## Historia

### Prehistoria
Las evidencias de poblamiento más antiguas existentes en el municipio corresponden a los últimos estadios del período neolítico, como parece testimoniar el yacimiento del Castellar situado entre el Barranco dels Tarongers y el Barranco del Averno en Bocairente. También hay que tener en cuenta los rasgos neolíticos del Arenal de la Costa, aunque su adscripción más segura sea calcolítica (circa 1900 a. C.). Este yacimiento, situado al oeste del núcleo urbano actual, no se encuentra excavado en su totalidad, pero hasta ahora se ha sacado a la luz un poblado, como demuestran los silos y fosas, o los agujeros de poste y los fondos de cabaña.
Con todo, el período más importante de la prehistoria ontiñentina parece documentarse durante la Edad del Bronce. Durante el llamado Bronce Valenciano (1900-900 a. C.), se desarrolla en la zona de Onteniente toda una red de poblamientos y organizaciones políticas estructuradas a partir de un núcleo de jefatura que controlaría una zona de influencia, y dándose prioridad a los asentamientos situados en lugares escarpados y altos de difícil acceso. No suelen ser poblados muy grandes y se basan en la explotación agropecuaria. El yacimiento más importante de este período parece ser, hasta el momento, el Cabezo de Navarro, y toda el área de influencia de la Lometa del Gorgorrobio, satélites del asentamiento principal. En el Cabezo de Navarro, además de utensilios de piedra pulida, cerámica lisa (característica del Bronce Valenciano) se cuentan punzones de cobre y bronce arsenicado. La zona del llamado Barranco dels Tarongers es asimismo un importante núcleo de yacimientos del Bronce, y se encuentra muy relacionada con la zona anterior como se puede comprobar en el siguiente mapa.
Núcleos como Alto del Tarongers, con niveles con cerámica a mano y lascas de sílex rojo, o el Abrigo del Gigante, con arte rupestre esquemático perteneciente a la Edad del Bronce permiten seguir toda una red de asentamientos hasta Fontanares y Bocairente, respectivamente, en la que contamos con yacimientos del Bronce como el Tossal del Pou Clar, Abrigo del Gigante, el Tossalet de l'Aire hacia Bocairente, y el Cabezo de Navarro, la Lometa del Gorgorrobio, Altet de Cals Frares o la Lometa de la Arcada dirección Fontanares. Aunque existen importantes yacimientos en la zona norte, es sobre todo la zona suroccidental, llamada la Ombría, la que representa mejor este período de la prehistoria de Onteniente.

### Protohistoria
No sabemos con seguridad que los contactos que se llevan a cabo en Iberia durante el Bronce Final y la Primera Edad del Hierro con las civilizaciones orientales (griegos y fenicios sobre todo) se produjeran de manera sistemática en el territorio ontiñentino. No obstante, y asegurada la ausencia hasta el momento de todo tipo de rasgo orientalizante, parece que estas tierras no fueron pisadas por fenicios ni griegos durante la época clásica de las colonizaciones entre los siglos VIII-VI a. C. Es muy posible que sí hubiera asentamiento cartaginés, pero eso es algo que tampoco ha sido documentado.
La presencia de gente autóctona es más comprobable a partir del siglo V a. C., si bien la mayoría de restos ibéricos que se conservan son del período Ibérico tardío. Lo que se puede comprobar es una mayor estructuración territorial por toda la comarca del Valle de Albaida, la utilización del torno, seguramente introducido aquí por contacto con las gentes occidentales de tradición turdetana, el empleo del hierro, la acuñación y uso de la moneda, cuya ceca más cercana parece ser Saitabi, y una escritura propia.
Los poblados se sitúan en alto en lugares de fácil defensa, como El Castellar. Otros, también del Ibérico pleno hacia el siglo I d. C. comparten el uso en época romana. En la mayoría de ellos, además de cerámica ibérica encontramos terra sigillata africana e hispánica. Los más importantes son el asentamiento de La Casa Calvo al sur del núcleo urbano actual, o El Pontó, al norte de la población. Igualmente ibérico-romano es el poblado de Les Animetes-I, aunque tiene niveles más antiguos del siglo II y I a. C., en los que se han localizado fragmentos de cerámica ibérica pintada. Más antiguos, pero peor conocidos y conservados, son los asentamientos de La Ploradora-I cerca de la Casa Pérez en el Camí Vell de Agullent, el Pinaret de Ferrero o La Serratella, con niveles hasta del siglo V anterior a nuestra era. En todos ellos el fósil característico es la cerámica.
La economía ibérica se basa, por lo general, en modelos mixtos. El modelo quizá más adecuado a la zona es el que plantean Arturo Ruiz y Manuel Molinos en su libro Los Iberos. Análisis arqueológico de un proceso histórico, que para el área levantina proponen en el sur un modelo agrario en el cual hay un claro dominio del cereal, pero complementado por el desarrollo del ganado vacuno. Por otro lado, para la zona al norte de Crevillente y hacia el interior, aunque sigue existiendo un modelo preferentemente agrícola cerealístico, el complemento pecuario está definido por el auge de la oveja. Con todo, en Levante, como en todas las áreas ibéricas, vamos a encontrar modelos excepcionales, como el que se da en Olocau (El Puntal dels Llops), donde existe un modelo de carácter más pastoril sin ausencia del cereal. Este mapa con los yacimientos ibéricos más importantes y su aprovechamiento del suelo nos ayudará a entenderlo.

### Antigüedad, época visigoda y dominación musulmana
Los yacimientos que se conocen de la época romana son de corta duración, algunos de ellos no llegan siquiera a superar el medio siglo de ocupación. Son pequeños asentamientos agrícolas situados en el extrarradio de lo que luego será el núcleo urbano medieval. Sin embargo, parece probable que uno de estos asentamientos romanos, una explotación agrícola, podría haber dado origen al nombre de la villa: el pagus Untinianus. De ahí surgiría la derivación en época medieval hacia las formas en que aparece en la documentación antigua: Ontinient, Hontinient, Ontinyent...
La villa de Onteniente también está documentada con orígenes musulmanes desde el siglo XI. Allí nació el poeta al-Untinyaní, y se sabe que el castillo de Onteniente (hisn Untinyân) constitutía una etapa de paso en el camino de Murcia a Valencia. Aunque en la ciudad han pervivido pocos restos estructurales, las ventanas del Pou Clar o las famosas covetes dels Moros, que se encuentran en barrancos entre Onteniente y Bocairente, muestran la importancia de la civilización islámica en la zona. Las cuevas eran probablemente graneros comunales que pertenecían a las comunidades campesinas de la época andalusí, construcciones que tenían su origen en la tradición del pueblo bereber asentado allí.

### Onteniente tras la conquista cristiana
Onteniente fue conquistada por las tropas de Jaime I en el año 1244 e incorporada al Reino de Valencia. Se le otorgó un término más amplio que el actual, pues comprendía los lugares de Agullent (hasta 1585), así como la partida de Fontanares (hasta 1927).
En 1446 el concejo de Onteniente compró la villa de Caudete a través de Jaume de Malferit, el cual obtuvo esta potestad de parte de Alfonso V de Aragón. Así, la ciudad de Onteniente quedaba como responsable de la defensa de la plaza fronteriza de Caudete. Como consecuencia de esta tutela se acrecienta en 1482 el conflicto por el Valle de los Alhorines entre Onteniente y Caudete por un lado y Villena por otro. Ambas partes necesitaban este valle para darse continuidad territorial con el resto de sus respectivas Coronas: Caudete con el resto del Reino de Valencia y Villena con el resto de la Corona de Castilla. La disputa se mantuvo activa hasta el final de la Guerra de Sucesión, cuando Villena, que apoyaba al bando borbónico, resultó vencedora en este conflicto territorial.
En el siglo XVIII, tras la aplicación de los Decretos de Nueva Planta, se castellaniza la administración en todo el Reino de Valencia y con ello el nombre de ésta villa, que cambia su raíz «Onti-» a «Onte-» de un modo bastante arbitrario. La forma castellana Onteniente pasa a ser la oficial hasta finales del siglo XX, cuando se recupera la raíz latina original del nombre, y que enlaza con ejemplos como Ontiñena (Aragón) y Ontignano (Italia).
En la división provincial de 1822 fue adscrita a la provincia de Játiva y en la división de 1833 a la de Alicante, pasando definitivamente a la provincia de Valencia en 1836. Onteniente recibió el título de ciudad en el año 1904.

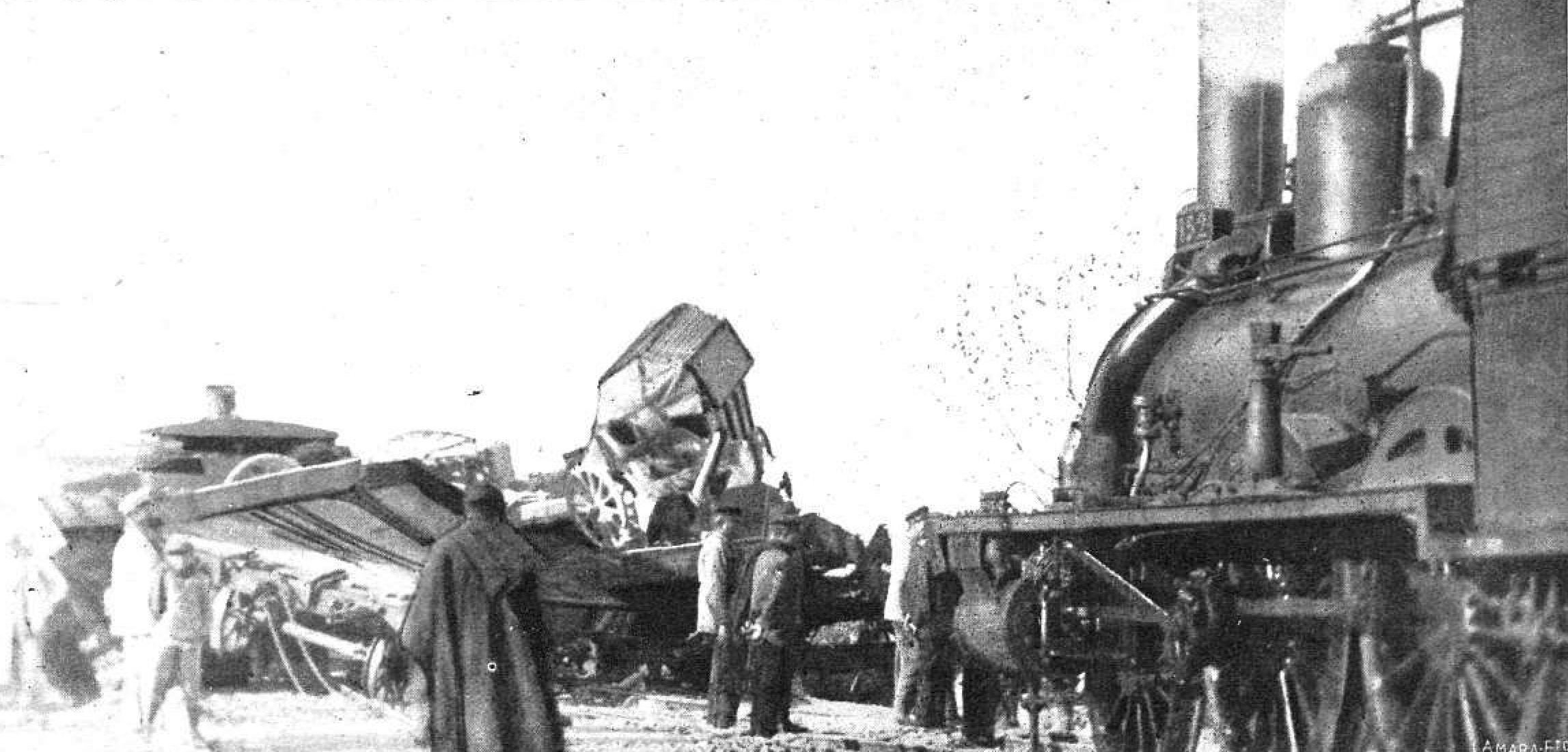
Restos de un tren tras el accidente ferroviario de 1922

En diciembre de 1922 tuvo lugar un accidente ferroviario en la estación de tren de la localidad que se cobró la vida de doce militares.

## Demografía
Onteniente cuenta con una población de 36 430 habitantes (INE 2024).
| Gráfica de evolución demográfica de Onteniente entre 1842 y 2021 |
| |
| Población de derecho según los censos de población del INE Población de hecho según los censos de población del INEEn 1930 disminuye el término del municipio porque independiza a Fontanares |

### Comunicaciones

#### Carretera
La localidad tiene acceso a la autovía A-7 que la comunica con las 3 capitales valencianas: Valencia, Castellón de la Plana y Alicante. Además de a otras localidades cercanas como Alcoy, Alcira o Játiva, y también con Gandía conectando con la autovía autonómica CV-60. Por otra parte es atravesada por la carretera autonómica CV-81 que la conecta con Villena y la A-31 que permite acceder a otras localidades del Valle del Vinalopó como Elda, Novelda o Elche.

#### Ferrocarril
Cuenta con una estación ferroviaria perteneciente a la línea 47 de Renfe Media Distancia, también conocida como línea Valencia-Játiva-Alcoy.

#### Autobús interurbano
En la ciudad tiene enlace con muchas líneas interurbanas comarcales, y también que conectan con la ciudad de Valencia. Prestan el servicio varias empresas, las líneas son las siguientes:
- Valencia - Onteniente
- Játiva - Onteniente

#### Autobús urbano
Actualmente cuenta con dos líneas urbanas gestionadas por el propio ayuntamiento, es de los primeros servicios urbanos gratuitos en España.

## Economía

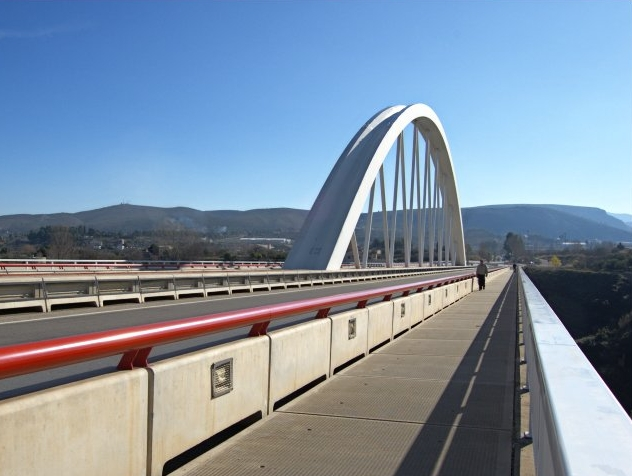
Puente del Salt del Bou

La economía de Onteniente descansa principalmente en la industria textil, con grandes empresas que a lo largo de los años han sido referencia en España e internacionalmente: ATRIVM, Manterol, Colortex, Paduana, Revert, Tejidos Reina, Textils Mora, SAL, Mopatex, son solo algunos ejemplos. Sin embargo, la crisis del sector textil se ha hecho patente en la comarca y en la ciudad han cerrado no solo empresas que por su fortaleza eran bandera de la industria de Onteniente, como textil Paduana y dentro del género de punto la fábrica de Joaquín Torró, sino también muchas otras de menos fuerza y algunas industrias y empresas de otros sectores que dependían del sector textil.

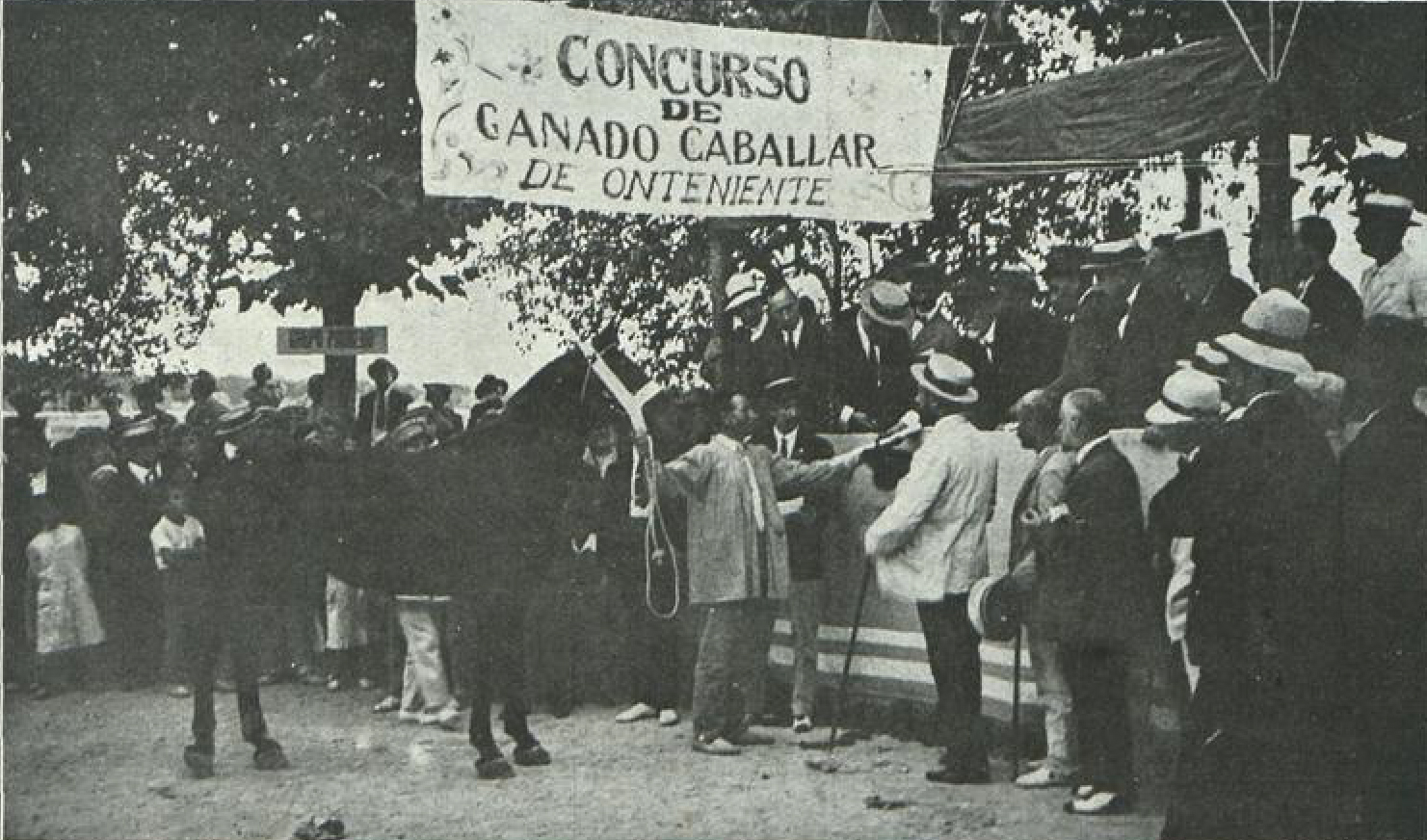
Concurso de ganado caballar de Onteniente (1918)

Además posee una riqueza agrícola considerable. Su vegetación la constituyen fundamentalmente pinos y otras como tomillo, romero y la aulaga. Los cultivos que ocupan el fondo de los valles son: vid, olivos, algarrobos, almendros, cereales y frutales.
Cuenta asimismo con una cierta tradición turística debida a sus fiestas de Moros y Cristianos.
La ciudad es igualmente sede de la única caja de ahorros estrictamente valenciana: la Caja de Ahorros y Monte de Piedad de Onteniente, de relevante importancia de ámbito intercomarcal y autonómico y que, junto a Colonya, Caixa Pollença en Baleares, las dos únicas cajas de ahorro que sobrevivieron al proceso de reestructuración bancaria en España tras la Crisis de 2008.

## Administración y política

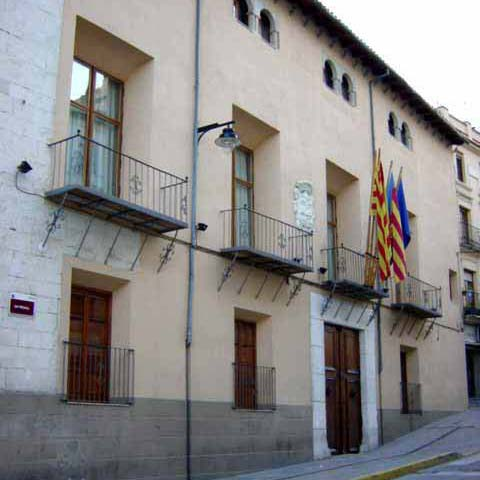
Casa consistorial

### Gobierno municipal
| Periodo   | Nombre                       | Partido | Partido                                         |
| --------- | ---------------------------- | ------- | ----------------------------------------------- |
| 1979-1991 | Rafael Tortosa Vañó          |         | Partit Socialista del País Valencià (PSPV-PSOE) |
| 1991-1999 | Vicent Requena Albert        |         | Partit Socialista del País Valencià (PSPV-PSOE) |
| 1999-2001 | Mª Lina Insa Rico            |         | Partido Popular (PP)                            |
| 2001-2003 | Rafael Martí Portero Tortosa |         | Bloc Nacionalista Valencià (BNV)                |
| 2003-2007 | Manuel Reguart Penadés       |         | Partit Socialista del País Valencià (PSPV-PSOE) |
| 2007-2011 | Mª Lina Insa Rico            |         | Partido Popular (PP)                            |
| 2011-2019 | Jorge Rodríguez Gramage      |         | Partit Socialista del País Valencià (PSPV-PSOE) |
| 2019-act. | Jorge Rodríguez Gramage      |         | La Vall Ens Uneix                               |

| Partido político                                | 2023   | 2023  | 2023       | 2019   | 2019  | 2019       | 2015   | 2015  | 2015       | 2011  | 2011  | 2011       | 2007  | 2007  | 2007       |
| Partido político                                | Votos  | %     | Concejales | Votos  | %     | Concejales | Votos  | %     | Concejales | Votos | %     | Concejales | Votos | %     | Concejales |
| La Vall Ens Uneix                               | 10 111 | 53,38 | 12         | 12 223 | 65,55 | 17         | —      | —     | —          | —     | —     | —          | —     | —     | —          |
| Compromís-Bloc Nacionalista Valencià (BNV)      | 3460   | 18,26 | 4          | 2032   | 10,89 | 2          | 2039   | 10,46 | 2          | 2283  | 11,82 | 2          | 1610  | 8,43  | 1          |
| Partido Popular (PP)                            | 2786   | 14,70 | 3          | 2032   | 10,89 | 2          | 2649   | 13,59 | 3          | 8010  | 41,47 | 10         | 8432  | 43,77 | 11         |
| Vox                                             | 1016   | 5,36  | 1          | —      | —     | —          | —      | —     | —          | —     | —     | —          | —     | —     | —          |
| Partit Socialista del País Valencià (PSPV-PSOE) | 992    | 5,23  | 1          | 736    | 3,94  | 0          | 12 080 | 61,98 | 14         | 6126  | 31,72 | 8          | 6783  | 35,21 | 9          |
| Podem-Esquerra Unida del País Valencià (EUPV)   | 392    | 2,06  | 0          | 613    | 3,28  | 0          | 1247   | 6,40  | 1          | 1481  | 7,67  | 1          | 878   | 4,56  | 0          |
| Ciudadanos (CS)                                 | —      | —     | —          | 855    | 4,58  | 0          | 1094   | 5,61  | 1          | —     | —     | —          | —     | —     | —          |

#### Evolución de la deuda viva municipal
El concepto de deuda viva contempla solo las deudas con cajas y bancos relativas a créditos financieros, valores de renta fija y préstamos o créditos transferidos a terceros, excluyéndose, por tanto, la deuda comercial. La deuda viva municipal por habitante en 2014 ascendía a 433,12 €. En el año 2019 se situaba en 201 €.
| Gráfica de evolución de la deuda viva del Ayuntamiento entre 2008 y 2023                             |
| |
| Deuda viva del Ayuntamiento de Onteniente, en miles de euros, según datos del Ministerio de Hacienda |

## Monumentos y lugares de interés

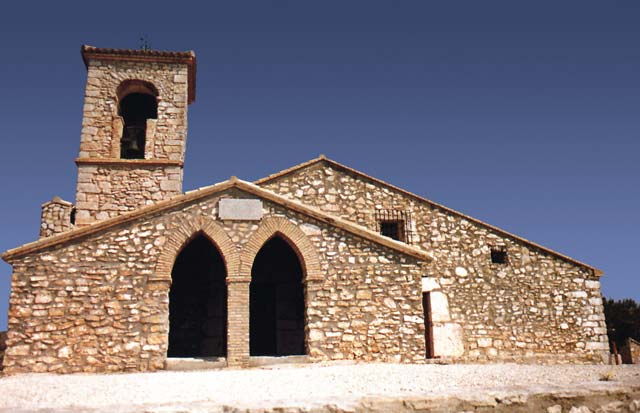
Ermita de San Esteban

- Iglesia de Santa María. Dedicada a la Asunción de Nuestra Señora, ostenta la categoría de arciprestal y plebanía.[13] En ella se aprecian varios estilos, como románico, gótico y renacentista. A su entrada se advierte el sepulcro o arqueta de piedra que contuvo los restos de uno de los capitanes que tomó parte en la conquista de la villa (Lope Vaillo de Calderón). En 1945 se inauguró el nuevo altar mayor, cuyos retablos son 19 cuadros del pintor José Segrelles. En otra capilla lateral de la iglesia se conserva una imagen de la Soledad, obra de Mariano Benlliure, así como un Cristo Yacente del mismo autor. Su campanario, con 72 m de altura, es el más alto de la Comunidad Valenciana y el segundo más alto de España.[14]
- Iglesia de San José.
- Iglesia de San Rafael.
- Iglesia de San Miguel. Del siglo XIV con escultura del Cristo yacente, obra de Mariano Benlliure hoy en el templo de Santa María.
- Convento de Carmelitas. De clausura papal, instaladas en 1575. Comenzado en 1500 y terminado en 1501, es obra de los maestros de obra y picapedreros Pedro Ribera y Juan Montañés. Consta de dos arcos de medio punto, aunque levemente apuntados, sustentados sobre tres contrafuertes, el central es un pie de sillares en forma de quilla. Su superficie externa es de sillares de cantería, aunque la barandilla fue construida con los restos de varios portales murales derrocados a finales del siglo XVIII.

Puente viejo

- El Puente Viejo. En 1520-1521 los agermanados de Onteniente propiciaron la construcción del camino de los Carros, desde la bajada del cual se puede contemplar una panorámica de la Villa y del Raval. En unas obras de mejora en 2018, hallaron un ojo del puente que se desconocía y que cubrían los sedimentos. También del siglo XVI es el Tirador de Peraires, donde los maestros fabricantes secaban los paños de lana. A principios del siglo XVII, se documenta la transformación de las cuevas a orillas del río (donde habitaban las familias más humildes de la población) en las casas de la actual calle de la Alfarería.
- Puente de Santa María. Comunica el núcleo de la ciudad con un populoso barrio de la periferia, es una obra de ingeniería sobre el río Clariano.

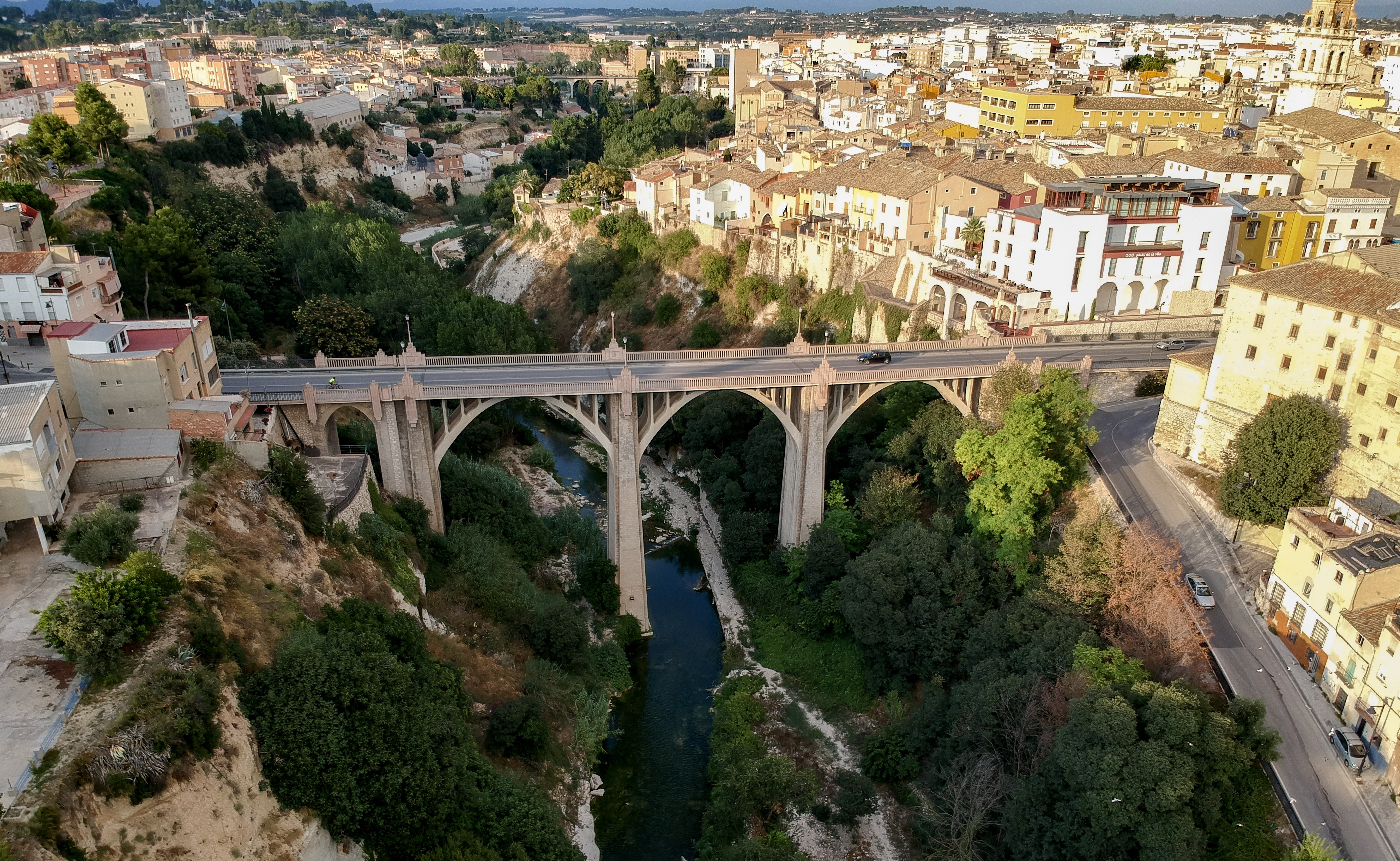
Puente de Santa María

- Ermita de San Esteve. En la noche de San Esteban se encienden fuegos arriba para evitar las granizadas. Esta tradición es mantenida por los «Luminarios», estos cuentan la leyenda de que cerca del lugar, en la cueva del Averno, se pueden ver y escuchar cosas extrañas.
- Ermita de Santa Ana, especialmente concurrida en Semana Santa.
- Pou Clar. Es un monumento natural. A las entradas del pueblo, si se proviene del término de Bocairente se pasa por el borde de un río natural que ha esculpido en la piedra unas balsas perfectas para el baño. En verano los habitantes de la ciudad suelen pasar los días o las tardes en este lugar.
- Teatro Echegaray. En el año 1915, un grupo de industriales constituyeron una sociedad comanditaria integrada por Pascual Vidal, Leocadio Delgado y José Sans que se comprometieron a construir un edificio de nueva planta en la actual plaza de Santo Domingo. Tres años después, el inmueble era una realidad, aunque en años posteriores fue objeto de sucesivas reformas. El nuevo teatro fue dedicado al dramaturgo José de Echegaray. Por el teatro nuevo desfilaron compañías líricas y de zarzuela. En 1924, se celebró la concesión del título de ciudad Muy Caritativa, otorgado por el rey Alfonso XIII en reconocimiento al comportamiento de sus habitantes en los trabajos de asistencia a los heridos de la catástrofe ferroviaria de la estación de Onteniente. En 1928, se homenajea al compositor Juan Vert, donde se representó La leyenda del beso. En el año 2010 finalizaron las obras de remodelación para modernizar sus infraestructuras.
- Murallas de Onteniente
- Palacio de la Duquesa de Almodóvar
- Barrio de la Vila
- Hotel Kazar. Edificio palaciego de estilo neomudéjar y modernista valenciano de finales del siglo XIX.
- Escudo de los Rodríguez de la Encina

## Cultura

### Fiestas
- Moros y cristianos. Onteniente celebra sus espectaculares fiestas de Moros y Cristianos en honor al Cristo de la Agonía declaradas de Interés Turístico Nacional y una de las más importantes del país. En el año 2010 celebraron el 150 aniversario de su época moderna, aunque existen indicios de festejos desde muchos años antes. Los principales actos comienzan el jueves previo al cuarto domingo de agosto y terminan el lunes. Conmemoran tanto la reconquista de la ciudad por las tropas cristianas en el siglo XIII como las posteriores luchas contra piratas sarracenos y turcos en apoyo de las poblaciones marítimas vecinas (ayuda a Gandía) así como las guerras colonialistas en África de los siglos XIX y XX. Aparte de las excepcionales Entradas de los ejércitos (viernes), el lunes tiene lugar uno de los momentos más emblemáticos, que rememora la lucha por la ciudad por parte de ambos bandos en el acto de Las Embajadas, donde se interpretan lox textos escritos por Joaquín José Cervino en el siglo XIX. Tanto el bando de los cristianos como el de los moros están divididos en doce grupos de festeros llamados comparsas, donde todos van vestidos igual. Cada año, una comparsa cristiana y otra mora, ostentan la capitanía. La organización de las fiestas corre a cargo de la Sociedad de Festeros del Santísimo Cristo de la Agonía.
- Fiestas Patronales en honor a la Purísima Concepción, cuya imagen fue realizada por el orfebre valenciano Agustín Devesa Olmos, tienen lugar entre finales de noviembre y principios de diciembre. El acto más multitudinario de estas fiestas es el toro embolado, en el que se crea un circuito cerrado de calles y callejones, y en él se sueltan varios toros (en turnos, de uno en uno y con una duración por toro nunca mayor a 1h). Los toros tienen bolas en los pitones y una cuerda con la que se maneja al animal y se protege a la multitud. En estas fiestas, se suele congregar mucha gente en torno al recinto del toro, donde también se hacen conciertos, concentraciones varias y pinchadiscos. Otro acto multitudinario de las fiestas de la Purísima es la Ofrenda. Destaca También la Procesión Cívico-religiosa del día 8 de diciembre. Con bailes de Gigantes y cabezudos, Arqueros, Caballeros y Veta, que preceden a la cruz procesional.
- La Feria. La gran feria, es como se conoce en Onteniente la festividad local que se disfruta en noviembre. Sus inicios se remontan al reinado de Alfonso V de Aragón, monarca que concedió a Onteniente dicho privilegio por ser Villa Real del antiguo Reino de Valencia y un importante foco comercial y social y cuya primera edición se celebró en 1418.[15] Antaño era una feria agrícola, pero su evolución la ha llevado a ser una feria basada en atracciones y casetas de juegos o barracas, así como de comercio y últimamente se celebra también al mismo tiempo una feria de la automoción llamada Firauto. La Feria se celebra el fin de semana del tercer domingo del mes de noviembre, de sábado a lunes, siendo este uno de los dos días festivos locales, pero durante algunas semanas antes y algunas después las atracciones están ubicadas en el recinto habilitado para ello, denominado paseo de la Feria y Recinto Ferial.
- Gigantes y cabezudos. Otro de los festejos multitudinarios son los gigantes y cabezudos que salen a la calle dos veces al año para deleite de grandes y pequeños. Realizan sus bailes tanto la víspera como en la procesión de la Purísima, como en la fiesta del Corpus Christi, en junio. Cabe destacar que tanto los gigantes como los cabezudos tienen baile y música propios.
- El Canto de los Ángeles es uno de los tesoros de la música antigua valenciana que se remonta al año 1662.
- El Canto de la Sibila. Drama litúrgico en tiempos de Adviento se representa regularmente en Onteniente desde el año 2000, año en que se representó dos veces, enero y diciembre. La representación tiene lugar en la Real Arciprestal de la Asunción de Santa María; se celebra el 22 de diciembre a las 20.30 h todos los años. El motivo de la elección de esta fecha radica en la celebración del Adviento (tiempo litúrgico que precede la Navidad), tema que también toma su especial protagonismo en el canto. En Onteniente, aparte del Canto de Sibila, se interpreta también la Danza de la Muerte.
- Santa Cecilia, es la festividad coincidente con la onomástica de la Patrona de los músicos, el día 22 de noviembre. La ciudad de Onteniente, de gran e histórica tradición musical, es cuna de importantes y renombrados músicos y compositores, y también tiene el orgullo de celebrar esta fiesta musical por medio de destacadas entidades musicales de la localidad como la Sociedad Unión Artística Musical de Onteniente (SUAM de Onteniente) y la Agrupación Musical de Onteniente.

### Gastronomía

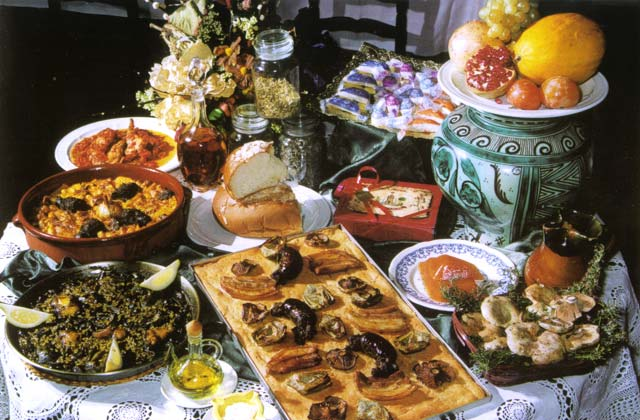
Platos típicos de la ciudad

Platos típicos de su cocina son el arroz al horno (llamado cassola), la paella negra (con pelota y alcachofas), la morcilla de cebolla o sus excelentes setas, cocinadas habitualmente durante la feria con lo cual, también son llamadas coca de fira. Como postre las monjàvines (una masa dulce, cocinada al horno) y el melón de oro, autóctono del lugar.

## Ciudades hermanadas
- Mark, Suecia (2004)[16]
- Ronda, España (2009)[17]